# Војштатик
Војштатик или Војница је била новчана дажбина у Српској деспотовини. Плаћало ју је зависно свештенство за подмиривање војних потреба у време све веће опасности од Турака. Дажбина је падала подједнако на све зависно становништво. Сливала се у владареву благајну. Служила је за подмирење већих војних расхода.

## Значење
Војштатик се први пут помиње у повељи кнеза Стефана Лазаревића са мајком и братом из 1395. године. Зависно становништво га је исплаћивало у два рока, лети и зими, па се срећу летња и зимска унча (која је износила 20 динара). Из повеља се види да је више важности придавано летњој него зимској унчи. Разлог је вероватно био тај што се летња унча убирала у периоду који се поклапао са сезоном војних активности и ратних дејстава. Војштатик је друго име за летњу унчу. То се види из повеље деспота Ђурђа Бранковића Светом Пантелејмону из 1427—1429. године којом поседе овог манастира у Србији, између осталог, ослобађа соћа и зимских унчи. Термин "војница" јавља се први пут у повељи деспота Стефана манастиру Хиландару из 1411. године и Милешеви из 1413. године. Војштатик се јавља у повељи Ђурђа Бранковића манастиру Светог Павла из 1419. године.